# Lake Arapuni
Der Lake Arapuni ist ein zum Flusssystem des Waikato River gehörender Stausee auf der Nordinsel von Neuseeland.

## Namensherkunft
Der Name „Arapuni“ setzt sich in der Sprache der Māori aus den Wörtern „ara“ für „Weg“ und „puni“ für „versperrt“ zusammen und bedeutet möglicherweise ein „durch ein Hindernis versperrter Weg“.

## Geographie
Der 9,3 km² große Lake Arapuni befindet sich rund 35 km südöstlich der Stadt Cambridge und rund 15 km westnordwestlich der Stadt Tokoroa. Der See, der sich im Tal des ehemaligen Flussbetts des Waikato River ausdehnt, besitzt eine Länge von rund 22 km und variiert seine Breite zwischen 90 und maximal 800 m. Die Höhe des Sees variiert je nach Wasserspiegel zwischen 109,02 m und 112,18 m, bei einer maximalen Seetiefe von 49 m. Sein unmittelbares Wassereinzugsgebiet beträgt 249 km².
Zu erreichen ist der Stausee von Osten vom New Zealand State Highway 1 aus über die Kleinstadt Putāruru, von der nach Westen die Arapuni Road abzweigt und zu dem kleinen Ort Arapuni sowie zum Staudamm des Sees führt.
Administrativ zählt der See zur Region Waikato.
Dem Lake Arapuni folgt der Stausee  Lake Karapiro, die Stauseen Lake Waipapa, Lake Maraetai, Lake Whakamaru, Lake Ātiamuri, Lake Ohakuri und Lake Aratiatia gehen ihm voraus.

## Geschichte
Der Stausee sowie das zugehörige Wasserkraftwerk wurde 1929 in Betrieb genommen und wurde für eine Nennleistung von knapp 200 MW ausgelegt. Der Betreiber des Wasserkraftwerks ist Stand 2020 die mehrheitlich im Staatsbesitz befindliche Firma Mercury NZ Limited.